# Skandar Keynes
Skandar Keynes, pseudonimo di Alexander Amin Casper Keynes (Londra, 5 settembre 1991), è un attore britannico. È noto principalmente per aver interpretato il personaggio di Edmund Pevensie nei tre film finora realizzati della serie Le cronache di Narnia: Il leone, la strega e l'armadio (2005), Il principe Caspian (2008) e Il viaggio del veliero (2010).

## Biografia
Skandar è nato a Londra, dallo scrittore Randal Keynes e da Zelfa Cecil Hourani. Il suo nonno materno, Cecil Fadlo Hourani, è un famoso scrittore di origini libanesi, fratello di Albert Hourani, anch'egli professore e scrittore molto conosciuto. Da parte di suo padre, è imparentato con lo scienziato Charles Darwin e con l'economista John Maynard Keynes. Skandar ha una sorella maggiore, Soumaya Keynes, che ha interpretato diversi ruoli in produzione per la BBC Radio 4.
Ha frequentato la Anna Scher Theatre School dal 2000 al 2005, e in seguito la City of London School. Dal settembre 2006 ha iniziato il decimo anno di scuola, il primo dei suoi General Certificate of Secondary Education (GCSE). Nell'estate dello stesso anno si è visto costretto, assieme a sua madre, a sua sorella e a suo nonno, a lasciare in aereo Beirut, dove stava trascorrendo le vacanze, a causa dell'inizio del conflitto israelo-libanese.
Studia Taekwondo e suona il corno inglese, il flauto dolce e la chitarra. La sua voce si è abbassata di tono durante le riprese de Le cronache di Narnia - Il leone, la strega e l'armadio, così in alcune delle ultime parti è stato doppiato da sua sorella Soumaya. L'altezza de Le cronache di Narnia - Il principe Caspian era di un metro e settantacinque e, per questo, la scena in cui scivolava dal tetto durante l'assalto al castello è stata più impegnativa del previsto, perché il tetto cedeva sotto il peso eccessivo. Infatti Skandar era cresciuto di quindici centimetri in 6 mesi, appena prima di girare il film.
Nell'ottobre 2010 ha iniziato i corsi di arabo e storia del medio oriente all'Università di Cambridge nel Pembroke College, laureandosi nel 2014. Nel 2014 è stato scelto per interpretare Sir Allan Kerr, un personaggio dell'audio dramma intitolato The Extraordinary Adventures of G.A. Henty: In Freedom's Cause, oltre Skandar tra i personaggi del film-narrazione sono presenti altri attori di film fantasy. Nel 2016 ha annunciato la sua decisione di lasciare la recitazione.

## Filmografia

### Attore

#### Cinema
- Le cronache di Narnia - Il leone, la strega e l'armadio (The Chronicles of Narnia: The Lion, the Witch and the Wardrobe), regia di Andrew Adamson (2005)
- Le cronache di Narnia - Il principe Caspian (The Chronicles of Narnia: Prince Caspian), regia di Andrew Adamson (2008)
- Le cronache di Narnia - Il viaggio del veliero (The Chronicles of Narnia: The Voyage of the Dawn Treader), regia di Michael Apted (2010)
- The Extraordinary Adventures of G.A. Henty: In Freedom's Cause (2014)

#### Televisione
- Ferrari - miniserie TV (2003)

### Doppiatore
- Le cronache di Narnia - Il leone, la strega e l'armadio (2005) - videogioco
- Le cronache di Narnia - il principe Caspian (2008) - videogioco

## Doppiatori italiani
Nelle versioni in italiano dei suoi film, Skandar Keynes è stato doppiato da:
- Mattia Ward in Le cronache di Narnia - Il principe Caspian, Le cronache di Narnia - Il viaggio del veliero
- Jacopo Bonanni in Le cronache di Narnia - Il leone, la strega e l'armadio
- Gabriele Patriarca in Ferrari